# Биксио, Джакомо Алессандро

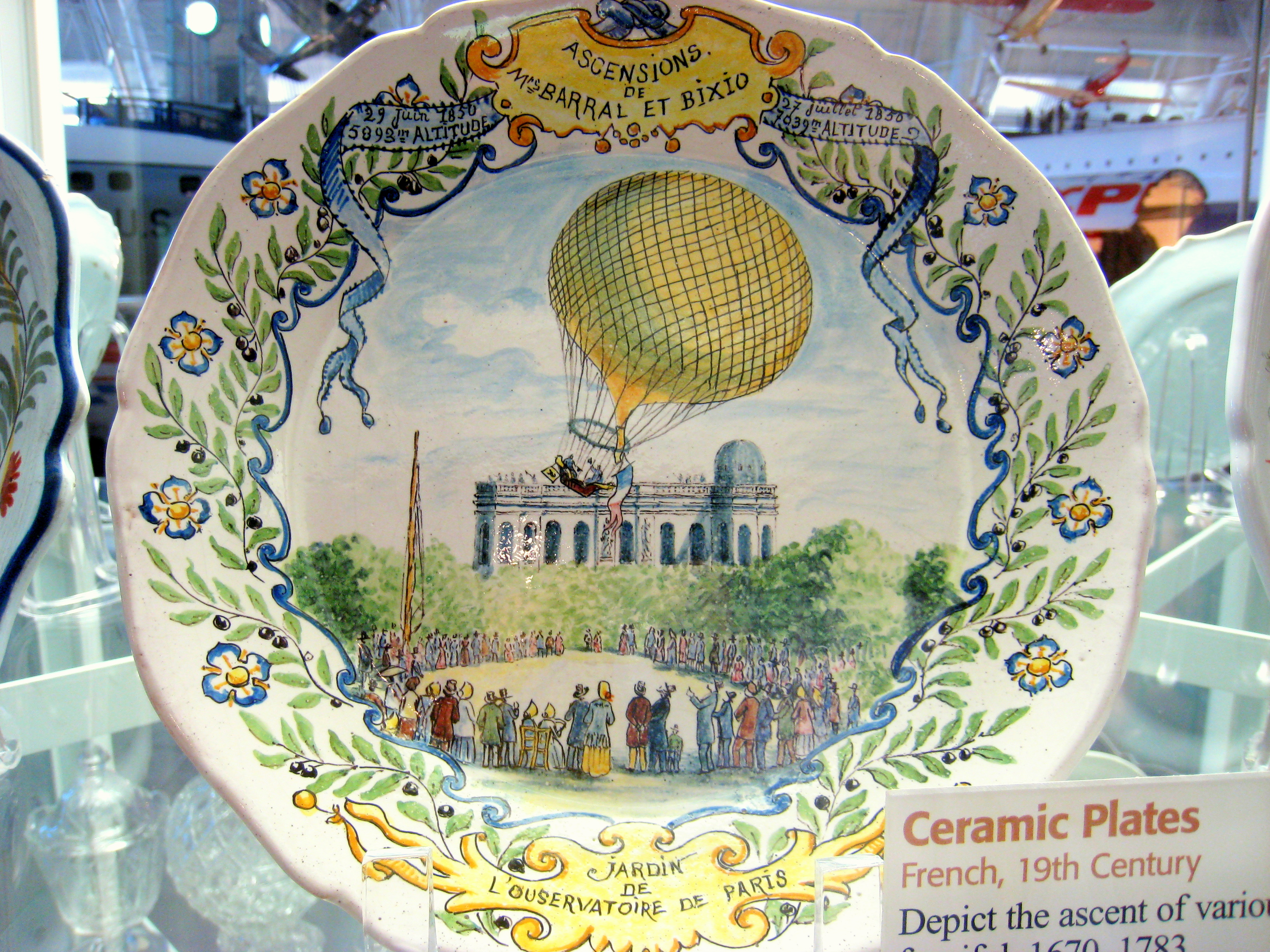
Полёт Биксио и Барраля на воздушном шаре в 1850 г

Джакомо Алессандро Биксио известный, как Жак Александр Биксио англ. Jacques Alexandre Bixio; 20 ноября 1808, Кьявари — 16 декабря 1865, Париж) — французский врач, редактор, воздухоплаватель и политик итальянского происхождения.

## Биография
Биксио родился в Кьявари, принадлежавшем тогда Франции. Был старшим братом Джероламо Нино Биксио, известного борца за освобождение и объединение Италии и сподвижника Гарибальди.
Изучал в Париже медицину. После окончания медицинского факультета проявил себя блестящими способностями публициста и политика: был членом французского парламента в 1848 г.
Опубликовал целый ряд сочинений по сельскому хозяйству. К концу царствования Луи-Филиппа был редактором: «National» и принимал деятельное участие в революционном движении 1848 г., но выступил противником установления республиканской формы правления. С объявлением республики принял на себя миссию в Турине и был ранен в борьбе против революционеров.
Был членом учредительного и законодательного собрания, в первом кабинете принца Луи-Наполеона в 1848 году занимал пост министра земледелия и торговли. После государственного переворота 2 декабря 1851 г., стоившего ему месяц тюремного заключения, окончил свою политическую карьеру.
С этого времени посвятил себя научным занятиям и руководил книжной торговлей, издававшей преимущественно труды по сельскому хозяйству. Состоя в дружественных отношениях с братьями Перейра, примкнул к предприятию Crédit mobilier, которому и посвятил в последние годы жизни свой богатый опыт и трудолюбие.
Известен прежде всего, как научный воздухоплаватель. Вместе с Жаном-Огюстеном Барралем, с которым издавал журнал практического земледелия, совершил в 1850 году воздушное путешествие и поднялся (подобно Гей-Люссаку) на высоту приблизительно 7000 метров (где:

«Термометр упал до — 39°, и кроме бледного солнечного диска видно было ещё другое такое же изображение на одной высоте с воздушным шаром, происшедшее вследствие отражения солнечных лучей от ледяных иголок, носящихся в этой холодной атмосфере».— ЭСБЕ
Умер в Париже. Похоронен на Кладбище Монпарнас.